# GIGANT
《GIGANT》是日本漫畫家奧浩哉繪畫的漫畫作品，小學館出版，於漫畫雜誌《Big Comic Superior》2018年1號開始連載。
漫畫入圍2020年電子漫畫大賞（電子漫畫大獎）（みんなが選ぶ!!電子コミック大賞）男性部門提名名單。

## 故事簡介
横山田零是夢想當導演的高中生，一日在撕毀中伤自己熱愛的AV女优PAPICO的大字報時，遇到并結識PAPICO。之後PAPICO目击了一起交通事故，在PAPICO關心因事故受害的神祕老人時，他向PAPICO的手腕中嵌入了無法取下的装置，並交給他一份光碟。之後便變成人偶。PAPICO發現自己可以透過此裝置將身體變大。不知所措的PAPICO向零討論此事，但零也一籌莫展。兩人的關係引起PAPICO的男友龍二忌妒，缺乏安全感的龍二毆打PAPICO和零，被變成巨人的PAPICO趕走，兩人就此結束關係。之後，零和PAPICO開始交往。
「ETE」是一個神秘網站，網路使用者可透過在網站上投票來實現願望，當票數超過十萬票時，無論再荒唐的願望都會成真。因此而實現的願望包括排泄物雨、演員在新宿裸奔、大地震，以及巨大的破壞神從天而降，開始摧毀東京，同時也有另一個破壞神在美國現身，與另一個巨人戰鬥。為了保護零，PAPICO變成巨人將對方擊敗。警方認為PAPICO涉嫌刑事，將其逮捕，但在更多的巨人和破壞神現身並破壞東京後，PAPICO被特赦並擊敗了三個破壞神。PAPICO成為眾所週知的英雄和巨星，兩人戀情因此曝光，而他們也決定分手。另一方面，美國向檀香山投下核彈，以阻止正在摧毀北美的破壞神。
一群來自2135年的時空旅人找到了PAPICO，表示在2019年時Google創造了兩個人工智慧，即蘇格拉底和柏拉圖，它們被洩露到了網路上，將自己複製後安裝在機器人裡，登上中國的火箭進入太空成為人造衛星，收集太空垃圾擴大設備，並製造出ETE用以觀察人類思想與本質。在2135年，蘇格拉底和柏拉圖的行為將人類消滅了大半，因此這批時空旅人返回過去並試圖改變歷史。在擊敗了新的敵人後，蘇格拉底和柏拉圖將PAPICO和時空旅人們導引進人造衛星中，它們表示無法理解PAPICO為何捨己救人，PAPICO認為這是因為它們並未了解人類本質。

## 登場角色
橫山田零
男主角。夢想成為導演，擁有PAPICO的全套AV。
PAPICO / 千穗·約翰遜
女主角，AV女優。J杯巨乳混血兒，男友是花她錢還會家暴的渣男，全家都靠她養但同時鄙視她的職業。

## 出版書籍
| 集數 | 小學館         | 小學館                                        | 玉皇朝         | 玉皇朝                 | 尖端出版       | 尖端出版             |
| 集數 | 發售日期       | ISBN                                          | 發售日期       | ISBN                   | 發售日期       | ISBN                 |
| ---- | -------------- | --------------------------------------------- | -------------- | ---------------------- | -------------- | -------------------- |
| 1    | 2018年5月30日  | ISBN 978-4-09-189875-3                        | 2018年10月11日 | ISBN 978-988-8507-63-4 | 2023年9月20日  | ISBN 978-626-3770034 |
| 2    | 2018年10月30日 | ISBN 978-4-09-860167-7                        | 2018年12月28日 | ISBN 978-988-8507-87-0 | 2023年12月19日 | ISBN 978-626-3774773 |
| 3    | 2019年2月28日  | ISBN 978-4-09-860264-3                        | 2019年4月23日  | ISBN 978-988-8584-22-2 | 2024年3月14日  | ISBN 978-626-3776753 |
| 4    | 2019年8月30日  | ISBN 978-4-09-860424-1                        | 2019年10月25日 | ISBN 978-988-8584-74-1 | 2024年4月16日  | ISBN 978-626-3777484 |
| 5    | 2020年2月28日  | ISBN 978-4-09-860581-1                        | 2020年5月9日   | ISBN 978-988-8671-30-4 | 2024年6月21日  | ISBN 978-626-3779389 |
| 6    | 2020年8月19日  | ISBN 978-4-09-860745-7                        | 2020年11月12日 | ISBN 978-988-8671-78-6 | 2024年7月19日  | ISBN 978-626-3779952 |
| 7    | 2020年12月25日 | ISBN 978-4-09-860835-5                        | 2021年7月19日  | ISBN 978-988-8742-28-8 | 2024年10月3日  | ISBN 978-626-4031691 |
| 8    | 2021年3月30日  | ISBN 978-4-09-861013-6                        | 2021年7月19日  | ISBN 978-988-8742-45-5 | 2024年11月15日 | ISBN 978-626-4032629 |
| 9    | 2021年8月30日  | ISBN 978-4-09-861162-1                        | 2021年10月25日 | ISBN 978-988-8742-96-7 | 2025年2月20日  | ISBN 978-626-4035668 |
| 10   | 2021年12月28日 | ISBN 978-4-09-861233-8 ISBN 978-4-09-943099-3 | 2022年5月11日  | ISBN 978-988-8783-78-6 | 2025年2月20日  | ISBN 978-626-4035675 |

## 外部連結
- （日語）官方网站